# Самогубство в Гренландії
Самогубство в Гренландії, автономній країні (гренл. nuna, дан. land) в межах Королівства Данія, є важливою національною соціальною проблемою. У Гренландії найвищий рівень самогубств у світі: за період з 1985 по 2012 роки в середньому 83 особи зі 100 000 закінчували життя самогубством щорічно, що вдвічі перевищує рівень другої країни — Литви .
Гренландія є культурно та географічно ізольованою, а також однією з найхолодніших і найменш густонаселених країн у світі. Хоча такі чинники, як відомо, сприяють проблемам із самогубством, досі незрозуміло, чи мають вони прямий вплив на самогубства в Гренландії та якою мірою. Однак було здійснено безліч різних заходів щодо зниження рівня самогубств у країні, зокрема навіть придорожні плакати , а також ініційовано національну стратегію запобігання самогубствам, що передбачає курси, загальну освіту, пропаганду в місцевих громадах та залучення професіоналів (вчителів, соціальних працівників та лікарів) .

## Історія
Рівень самогубств у Гренландії почав зростати в 1970-х і далі зростав до 1986 року. У 1986 році самогубство стало основною причиною смерті молодих людей у кількох містах, таких як Сарфангуїт. У 1970 р. рівень самогубств у Гренландії був історично дуже низьким, але до 1990–1994 рр. він став одним з найвищих у світі — 107 на 100 000 осіб помирали від самогубства на рік . Таке стрімке зростання рівня самогубств до дуже високого рівня спостерігали серед інуїтів у Канаді . Дані уряду Гренландії, про які повідомлялося у 2010 році, дають змогу припустити, що майже одне самогубство відбувалося на тиждень .

## Частота та поширенність самогубств
Згідно з даними про самогубства, опублікованими Статистикою Гренландії, самогубство становить 8% від загальної кількості смертей у Гренландії та є основною причиною смерті серед молодих чоловіків віком від 15 до 29 років .
У статті, опублікованій у журналі BMC Psychiatry у 2009 р., повідомляють, що загалом у Гренландії було скоєно 1351 самогубство за період дослідження, яке тривало 35 років, з 1968 по 2002 рік. Дослідження відзначило значну різницю в рівні самогубств щодо сезону, що характеризується піками в червні та мінімумами взимку . Велика кількість самогубств у літні місяці була найбільш вираженою в районах на північ від Полярного кола. Також спостерігаються регіональні коливання, коли рівень самогубств у північних районах західної Гренландії був вищим, ніж у південних .
Рівень самогубств вищий у чоловіків, ніж у жінок. Серед тих, хто помирає від самогубства, більша частина — це молоді чоловіки віком від 15 до 24 років. На відміну від інших західних країн, рівень самогубств у Гренландії з віком зменшується .

## Причини
Причини високого рівня самогубств у Гренландії є: алкоголізм, депресія, бідність, конфлікти між чоловіком і дружиною, проблеми в сім'ї тощо. Згідно з доповіддю, опублікованою в 2009 році, рівень самогубств у Гренландії зростає протягом часу. Дослідники також вважають безсоння причиною самогубств, яку зумовлено постійним денним світлом .
Самогубствам також сприяють культурні розбіжності між традиційною культурою інуїтів та сучасною західною культурою .

## Поширені методи
Жорстокі методи самогубства застосовувались у 95% випадків смертей . Найпоширеніші методи -— повішення (46%) та використання вогнепальної зброї як знаряддя самогубства (37%). До інших методів належать: використання гострих предметів, передозування ліками, отруєння, утоплення та стрибки з великої висоти. Такі методи скоєння самогубства використовувалися рідко .

## Запобігання самогубствам
Уряд Гренландії та міжнародні й національні організації докладають зусиль, щоб запобігти самогубствам. Існують асоціації, що надають підтримку людям, які відчувають себе схильними до самогубства. Заходи передбачають плакати, розміщені вздовж доріг, на яких написано: "Виклик безкоштовний. Ніхто не самотній. Не залишайтеся наодинці зі своїми темними думками. Телефонуйте"  . Консультанти демонструють фільми, що стримують спроби самогубства підлітків . Першу національну стратегію запобігання самогубствам було запроваджено у 2005 році, а потім — у 2013 році. Вона передбачає проведення курсів, освітніх заходів, а також залучення місцевих громад та фахівців (учителів, соціальних працівників та лікарів) . Ця стратегія також виділила низку місць, де потрібні подальші дослідження. 

## Дивитися також
- Самогубство серед інуїтів